# Släggkastning för herrar i friidrott vid olympiska sommarspelen 1996
Släggkastning för herrar vid olympiska sommarspelen 1996 i Atlanta avgjordes den 28 juli.

## Medaljörer
| Gren          | Guld                 | Guld    | Silver           | Silver  | Brons                      | Brons   |
| Släggkastning | Balázs Kiss · Ungern | 81,24 m | Lance Deal · USA | 81,12 m | Oleksandr Krykun · Ukraina | 80,02 m |

## Resultat

### Kval

#### Grupp A
| Placering | Totalt | Idrottare                      | Försök | Försök | Försök | Längd   | Noteringar |
| Placering | Totalt | Idrottare                      | 1      | 2      | 3      | Längd   | Noteringar |
| --------- | ------ | ------------------------------ | ------ | ------ | ------ | ------- | ---------- |
| 1         | 3      | Balázs Kiss (HUN)              | X      | 78.34  | —      | 78.34 m |            |
| 2         | 4      | Heinz Weis (GER)               | 75.16  | 77.84  | —      | 77.84 m |            |
| 3         | 5      | Szymon Ziółkowski (POL)        | 77.64  | —      | —      | 77.64 m |            |
| 4         | 8      | Vasilij Sidorenko (RUS)        | 76.64  | —      | —      | 76.64 m |            |
| 5         | 10     | Oleksandr Krykun (UKR)         | 73.82  | 75.78  | 75.70  | 75.78 m |            |
| 6         | 12     | Sergej Alaj (BLR)              | 74.94  | 73.60  | 75.10  | 75.10 m |            |
| 7         | 14     | Claus Dethloff (GER)           | 74.60  | 73.68  | 72.68  | 74.60 m |            |
| 8         | 16     | Alexandros Papadimitriou (GRE) | 74.42  | X      | 74.46  | 74.46 m |            |
| 9         | 17     | Christophe Épalle (FRA)        | 74.22  | 73.42  | 73.98  | 74.22 m |            |
| 10        | 19     | Gilles Dupray (FRA)            | X      | 70.92  | 74.04  | 74.04 m |            |
| 11        | 20     | Pavel Sedláček (CZE)           | 72.60  | 73.98  | X      | 73.98 m |            |
| 12        | 24     | Kevin McMahon (USA)            | 73.10  | 73.46  | 72.78  | 73.46 m |            |
| 13        | 26     | Jüri Tamm (EST)                | 72.14  | 73.16  | X      | 73.16 m |            |
| 14        | 27     | Loris Paoluzzi (ITA)           | 71.38  | 71.68  | 72.82  | 72.82 m |            |
| 15        | 28     | Adrián Annus (HUN)             | 68.68  | 72.26  | 72.58  | 72.58 m |            |
| 16        | 30     | Tore Gustafsson (SWE)          | 70.36  | 71.02  | X      | 71.02 m |            |
| 17        | 31     | Jan Bielecki (DEN)             | X      | X      | 69.40  | 69.40 m |            |
| 18        | 33     | Roman Linscheid (IRL)          | X      | 68.14  | 66.90  | 68.14 m |            |

#### Grupp B
| Placering | Totalt | Idrottare                  | Försök | Försök | Försök | Längd   | Noteringar |
| Placering | Totalt | Idrottare                  | 1      | 2      | 3      | Längd   | Noteringar |
| --------- | ------ | -------------------------- | ------ | ------ | ------ | ------- | ---------- |
| 1         | 1      | Lance Deal (USA)           | 75.10  | 76.34  | 78.56  | 78.56 m |            |
| 2         | 2      | Igor Astapkovitj (BLR)     | 76.00  | 78.52  | —      | 78.52 m |            |
| 3         | 6      | Andrej Skvaruk (UKR)       | 73.52  | 77.48  | —      | 77.48 m |            |
| 4         | 7      | Enrico Sgrulletti (ITA)    | 77.36  | —      | —      | 77.36 m |            |
| 5         | 9      | Raphaël Piolanti (FRA)     | 75.46  | X      | 76.44  | 76.44 m |            |
| 6         | 11     | Ilja Konovalov (RUS)       | 74.84  | 75.10  | 75.08  | 75.10 m |            |
| 7         | 13     | Alberto Sánchez (CUB)      | 73.16  | 74.22  | 74.82  | 74.82 m |            |
| 8         | 15     | Vadim Chersontsev (RUS)    | 73.62  | 74.00  | 74.48  | 74.48 m |            |
| 9         | 18     | Karsten Kobs (GER)         | 72.04  | X      | 74.20  | 74.20 m |            |
| 10        | 21     | Aleksandr Krasko (BLR)     | 71.82  | 73.74  | X      | 73.74 m |            |
| 11        | 22     | Zsolt Németh (HUN)         | 41.64  | 72.24  | 73.68  | 73.68 m |            |
| 12        | 23     | Marko Wahlman (FIN)        | 72.60  | 73.50  | X      | 73.50 m |            |
| 13        | 25     | Sean Carlin (AUS)          | 73.32  | 72.00  | X      | 73.32 m |            |
| 14        | 29     | Ken Popejoy (USA)          | 72.08  | 72.46  | X      | 72.46 m |            |
| 15        | 32     | David Smith (GBR)          | X      | X      | 69.32  | 69.32 m |            |
| 16        | 34     | Aqarab Abbas (PAK)         | 65.60  | X      | 64.34  | 65.60 m |            |
| 17        | 35     | Andrés Charadia (ARG)      | 65.26  | X      | X      | 65.26 m |            |
| 18        | 36     | Vitalij Chozjateljov (UZB) | 64.52  | X      | X      | 64.52 m |            |
| —         | 2      | Hristos Polyhroniou (GRE)  | X      | X      | X      | NM      |            |

### Final
| Placering | Idrottare               | Försök | Försök | Försök | Försök | Försök | Försök | Längd   | Noteringar |
| Placering | Idrottare               | 1      | 2      | 3      | 4      | 5      | 6      | Längd   | Noteringar |
| --------- | ----------------------- | ------ | ------ | ------ | ------ | ------ | ------ | ------- | ---------- |
| 1         | Balázs Kiss (HUN)       | 79.28  | 80.50  | 81.24  | 78.60  | 79.82  | X      | 81.24 m |            |
| 2         | Lance Deal (USA)        | X      | X      | 76.94  | 75.62  | 77.26  | 81.12  | 81.12 m |            |
| 3         | Oleksandr Krykun (UKR)  | 76.24  | 77.64  | 79.44  | X      | 78.14  | 80.02  | 80.02 m |            |
| 4         | Andrej Skvaruk (UKR)    | 74.24  | X      | 79.92  | 75.80  | 76.56  | X      | 79.92 m |            |
| 5         | Heinz Weis (GER)        | 78.78  | 79.30  | X      | 78.10  | 78.98  | 79.78  | 79.78 m |            |
| 6         | Ilja Konovalov (RUS)    | 76.44  | 77.48  | 77.44  | 77.70  | 76.52  | 78.72  | 78.72 m |            |
| 7         | Igor Astapkovitj (BLR)  | 76.38  | 78.20  | X      | 76.62  | 77.38  | X      | 78.20 m |            |
| 8         | Sergej Alaj (BLR)       | 75.46  | 76.68  | 77.38  | 76.50  | 76.38  | 75.78  | 77.38 m |            |
| 9         | Enrico Sgrulletti (ITA) | 76.34  | 76.94  | 75.22  | 76.88  | 74.78  | 76.98  | 76.98 m |            |
|           |                         |        |        |        |        |        |        |         |            |
| 10        | Szymon Ziółkowski (POL) | 76.30  | 74.90  | 76.64  |        |        |        | 76.64 m |            |
| 11        | Raphaël Piolanti (FRA)  | 74.34  | 75.24  | X      |        |        |        | 75.24 m |            |
| 12        | Vasilij Sidorenko (RUS) | 73.62  | X      | 74.68  |        |        |        | 74.68 m |            |